# ル・ボレロ・ルージュ
『ル・ボレロ・ルージュ』は宝塚歌劇団の舞台作品。月組公演。形式名は「レビュー・ファンタシーク」。24場。
作・演出は三木章雄。併演作品は『黒い瞳』。

## 解説
人の心を揺さぶり、「血」をたぎらせるリズム、"ボレロ"に代表される、様々な民族の様々な生命が創り出すエスニックなリズムのアラベスク。情念のパワーと熱い感情、妖しい野性のまなざし・・・。スピードと激しさで一気に燃え上がるラテン・ショー。
オリジナル曲「情熱の曲」はラテンバンド「ディアマンテス」のアルベルト城間が作曲、真琴つばさが作詞を担当。
風花舞のサヨナラ公演。

## 公演期間と公演場所
- 1998年9月18日 - 10月26日　宝塚大劇場[1]
- 1999年1月2日 - 2月7日　TAKARAZUKA1000days劇場（東京公演）[2]

## スタッフ
※氏名の後ろに「宝塚」「東京」の文字がなければ両劇場共通。
- 作曲・編曲：高橋城/吉田優子/鞍富真一
- 作曲：アルベルト城間
- 音楽指揮：佐々田愛一郎
- 振付：羽山紀代美/尚すみれ/名倉加代子/若央りさ
- 装置：大橋泰弘
- 衣装：任田幾英
- 照明：勝柴次朗
- 音響：加門清邦
- 小道具：伊集院撤也
- 効果：切江勝
- 演出助手：藤井大介
- 装置補：新宮有紀
- 衣装補：河底美由紀
- 舞台進行：西原徳充
- 舞台監督：藤村信一（東京）/古賀裕治（東京）/高野克己（東京）/木村信也（東京）
- 演奏：宝塚管弦楽団（宝塚）
- 録音演奏：宝塚管弦楽団（東京）
- 制作：久保孝満
- 衣装生地提供：ミカレディ株式会社

## 主な配役
※宝塚・東京共通。
- ボレロの男S1、ボレロスター、オピウム・プリンス、魔王ルシファー、シーク、ジプシーS、ボレロ・ルージュ男S1、フィナーレの歌手男S - 真琴つばさ[1]
- ボレロの女S、レディ・ブルース、ユリディス、ジャスミン、ボレロ・ルージュ女S、フィナーレの歌手女S - 風花舞[4]
- ボレロの男S2、ザ・マン、オルフェ、ザ・シンガー、ジプシーA、ボレロ・ルージュ男S2、フィナーレの歌手男A - 紫吹淳[5]
- ボレロの男、バッド・ボーイ、幻の男、インフェルノ男・グリーン、ボレロ・ルージュ男A、フィナーレの歌手 - 初風緑[5]
- ボレロの男、ボレロの男A歌手、幻の男、インフェルノ男・レッド、ボレロ・ルージュ男A、フィナーレの歌手 - 樹里咲穂[5]
- ボレロの男、バッド・ボーイ、幻の男、インフェルノ男・パープル、若者、ボレロ・ルージュ男A、フィナーレの歌手 - 成瀬こうき[5]